# Henri de Gondi
Henri de Gondi (Paris, 1572 - Paris, 14 de agosto de 1622) foi um cardeal do século XVII.

## Biografia
Nasceu em Paris em 1572. Segundo filho de Albert de Gondi, duque de Retz, marquês de Belle-Isle, nobre e marechal da França, e da baronesa Claude-Catherine de Clermont-Dapierre. Os outros irmãos eram Charles (marquês de Belle Isle), Claude Marguerite, Louise, Philippe Emmanuel (conde de Joigny, marquês de Isles d'Or), Jean François (primeiro arcebispo de Paris), Françoise, Gabrielle, Hyppolite e Madeleine. Seu sobrenome também está listado como Gondy; e como Gondus. Chamado cardeal de Retz. Sobrinho e sucessor na Sé de Paris do Cardeal Pierre de Gondi (1587). Tio do cardeal Jean-François Paul de Gondi (1652). A família era originalmente de Florença.
Obteve a licenciatura in utroque iure, tanto em direito canônico quanto em direito civil.
Maître do oratório do rei. Cônego do capítulo da catedral de Paris desde setembro de 1587. Abade commendatario de Sainte-Croix de Quimperlé desde 1588. Abade commendatario de la Chaume, Saint-Jean des Vignes, em Soissons e Buzay.
Eleito bispo de Paris, em 16 de junho de 1597. Consagrado, 1º de março de 1598, Paris, pelo cardeal Pierre de Gondi, ex-bispo de Paris, auxiliado por Armand Sorbin, bispo de Nevers, e por René Potier, bispo de Beauvais. Participou dos États-Généreaux de 1614 e 1615. Provisor da Sorbonne, 1616. Membro do Conselho Real; e, a partir de 1619, seu chefe. Abade commendatario de Notre Dame de la Couronne, Angoumois, 1619. Membro do Departamento Eclesiástico.
Criado cardeal sacerdote no consistório de 26 de março de 1618; nunca foi a Roma para receber o chapéu vermelho e o título. Comendador da Ordem de Saint-Esprit, 1619. Não participou do conclave de 1621, que elegeu o Papa Gregório XV.
Morreu em Paris em 14 de agosto de 1622. Enterrado na capela de Notre Dame des Sept Douleurs (capela Gondi), na catedral de Paris. Por volta de 1º de setembro de 1622, a notícia de sua morte chegou a Roma.